# Cerkiew bł. Emiliana Kowcza w Ornecie
Cerkiew bł. Emiliana Kowcza w Ornecie – cerkiew greckokatolicka. Od 1996 mieści się w adaptowanym budynku magazynowym z początku XX wieku, zlokalizowanym przy ulicy Młynarskiej. Świątynia posiada jedną kopułę. Wewnątrz mieści się współczesny ikonostas.
Obecne wezwanie cerkiew otrzymała 13 czerwca 2010, w czasie wizyty metropolity przemysko-warszawskiego Jana Martyniaka.